# Ola Cohn
Carola Cohn, MBE, detta Ola (Bendigo, 25 aprile 1892 – Cowes, 23 dicembre 1964), è stata una scultrice e scrittrice australiana esponente del modernismo.

## Biografia
Quarta dei sei figli di Julius Cohn e Sarah Helen Snowball, Ola nacque a Bendigo, nello stato di Victoria, frequentò il Girton College e successivamente studiò disegno e scultura alla Bendigo School of Mines. Proseguì i suoi studi all'Università di tecnologia Swinburne di Melbourne e poi ottenne una borsa di studio al Royal College of Art di Londra, dove fu allieva di Henry Moore. Rientrata a Melbourne, nel 1930 aprì uno studio a Grosvenor Chambers, trasferendosi poi a Gipps Street, East Melbourne.
Nel 1953, all'età di sessantun anni, sposò l'amico pittore Herbert John Green, che la lasciò vedova dopo quattro anni.
Ola Cohn morì il 23 dicembre del 1964, all'età di settantadue anni.

## Produzione artistica

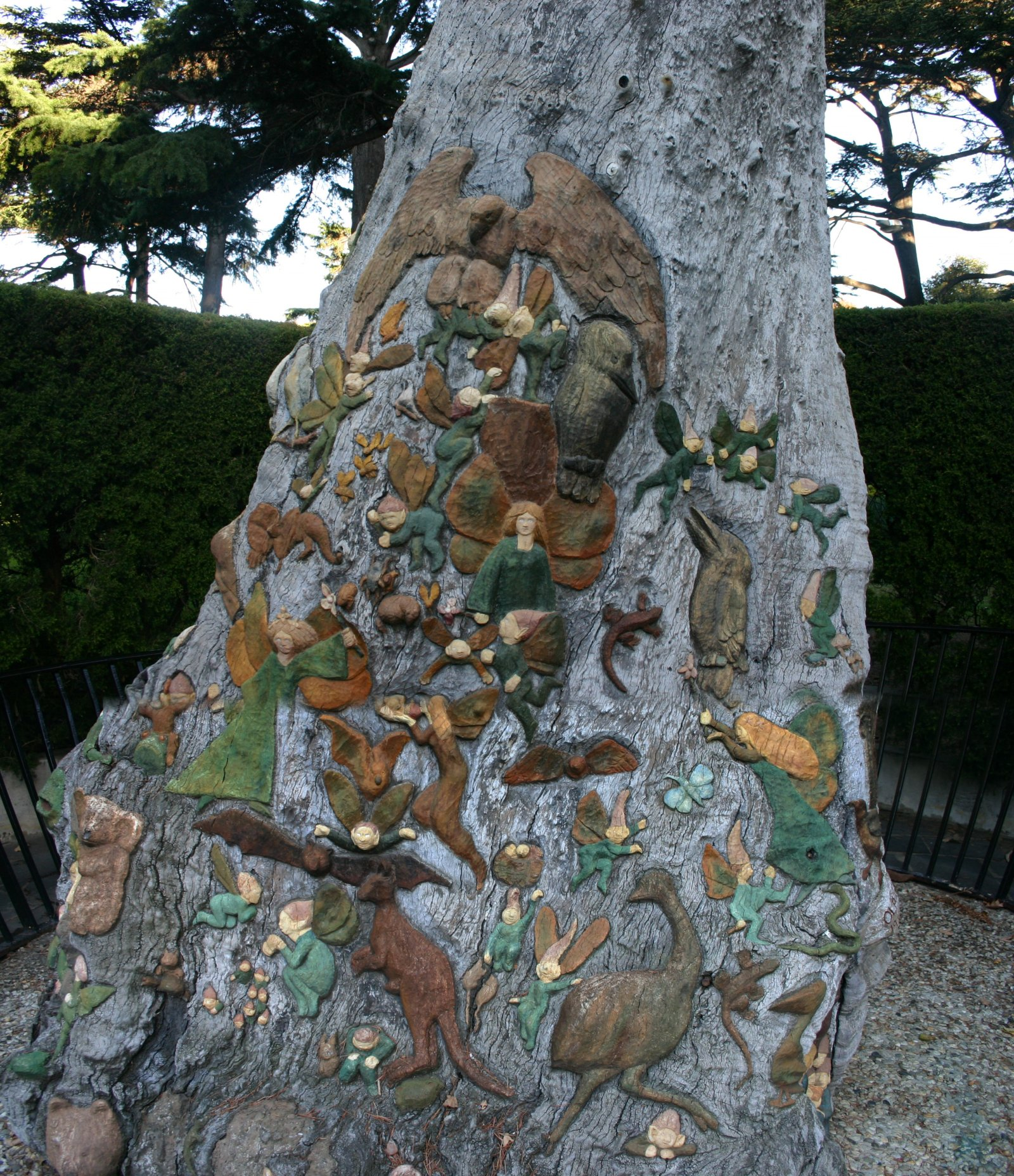
L'albero delle fate, opera di Ola Cohn

Nella sua produzione artistica, Ola Cohn impiegò principalmente bronzo, pietra e legno. Tra le sue opere più importanti si ricordano:
- l'albero delle fate, situato nei Fitzroy Gardens di Melbourne, che scolpì tra il 1931 e il 1934 e donò ai bambini di Melbourne[2][9].
- la statua del Pioneer Women's Memorial Garden di Adelaide, scolpita con tre tonnellate di pietra calcarea[10] nel 1940-1941. Nelle intenzioni dell'artista, l'opera voleva celebrare "lo spirito della femminilità capace di dare vita a una nazione"[11], ma venne criticata per la mancanza di femminilità delle forme[12].

Il lavoro sull'albero delle fate ispirò Ola Cohn anche nella produzione letteraria; fu infatti autrice di libri per bambini quali The Fairies' Tree (1932), More about the Fairies' Tree (1933) e Castles in the Air (1936). Nel 1964 pubblicò il libro Mostly Cats. Nel 2014 venne pubblicata la sua autobiografia, intitolata A Way with the Fairies: The Lost Story of Sculptor Ola Cohn.

## Influenza
Ola Cohn rivestì la carica di presidente della Melbourne Society of Women Painters and Sculptors dal 1948 al 1964, fu membro fondatore dell'Australian Sculptors Society e membro attivo della Victorian Artists Society, della Victorian Sculptors' Society e della Melbourne Contemporary Artists.
Attraverso la sua rete di artisti e scultori, Ola Cohn tenne svariate conferenze ed eventi per rendere la scultura più accessibile al pubblico. Il suo studio privato divenne un importante centro di ritrovo per gli artisti e, durante la seconda guerra mondiale, fornì lezioni di scultura ricreativa per i soldati.
La scultrice viaggiò attraverso l'Europa dal 1949 al 1951. Nel 1952 vinse il Crouch Prize a Ballarat per la sua scultura in legno, Abraham: fu la prima volta che il premio venne assegnato ad una scultura.
Dopo la sua morte, la sua casa in Gipps Street venne lasciata in eredità al Council of Adult Education (poi ribattezzato Centre for Adult Education) e prese il nome di "Ola Cohn Memorial Centre".
Nel 2002 il Centre for Adult Education prese in considerazione l'idea di vendere la casa di Ola Cohn per raccogliere fondi, ma una campagna pubblica spinse il governo dello stato di Victoria a intercedere finanziando il restauro dell'Ola Cohn Memorial Centre.
Il 1º gennaio del 1965, pochi giorni dopo la sua scomparsa, Ola Cohn venne insignita dell'MBE per il suo lavoro nell'arte. Nel 2007 fu inclusa nel Victorian Honour Roll of Women.
All'artista è stato intitolato il cratere Cohn su Venere.

## Opere
- The Fairies' Tree, Geelong, H. Tatlock Miller, 1932, ISBN 9780987305237.
- More about the Fairies' Tree, Robert W Strugnell, 1933, ISBN 9780987305244.
- Castles in the Air, Brown, Prior & Co, 1936, ISBN 9780987305251.
- Mostly Cats, Robert W Strugnell, 1964, ISBN 9780995433014.
- Barbara Lemon (a cura di), A way with the fairies: the lost story of sculptor Ola Cohn: an autobiography, Melbourne, R W Strugnell, 2014, ISBN 978-0-9873052-2-0.